# Michael Nentwich

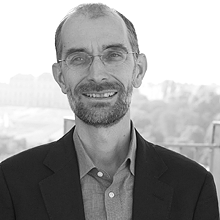
Michael Nentwich (2013)

Michael Nentwich (* 20. Mai 1964 in Wien) ist ein österreichischer Jurist, Wissenschafts- und Technikforscher, Technikfolgenabschätzer sowie Direktor des Instituts für Technikfolgen-Abschätzung in Wien.

## Leben und Werk
Geboren (Vater: Alfred A. Nentwich) und aufgewachsen in Wien, studierte Nentwich Handelswissenschaften an der Wirtschaftsuniversität Wien sowie Politikwissenschaft und Rechtswissenschaften an der Universität Wien, wo er 1988 mit dem Mag. iur. abschloss und 1995 mit einer Arbeit zum europäischen Lebensmittelrecht zum Dr. jur. promoviert wurde. 1989/90 absolvierte er ein Postgraduate-Studium in Europarecht am Europa-Kolleg in Brügge. 2004 habilitierte er sich in Wissenschafts- und Technikforschung an der Universität Wien mit einer Arbeit zu den Auswirkungen des Internets auf die Wissenschaft. Er prägte den Begriff Cyberwissenschaften/Cyberscience.
Nentwich begann seine Arbeit in der Technikfolgenabschätzung 1990 als wissenschaftlicher Mitarbeiter an der Forschungsstelle für Technikbewertung (dem Vorgänger des Instituts für Technikfolgen-Abschätzung (ITA)) der Österreichischen Akademie der Wissenschaften mit Projekten zur Umweltverträglichkeitsprüfung, zu Konsumentenkarten und zum Telekommunikationsrecht. Zwischen 1991 und 1996 war er Universitätsassistent am Forschungsinstitut für Europafragen der Wirtschaftsuniversität Wien; in dieser Zeit entstanden zahlreiche Publikationen zu Europarecht und der Verfassungspolitik der Europäischen Union. 1994/95 verbrachte er ein Jahr als Research Fellow an der University of Warwick und der University of Essex (England) und veröffentlichte ein Buch zur europäischen Verfassungsentwicklung (gemeinsam mit Gerda Falkner). Von 1996 bis 2005 forschte er als wissenschaftlicher Mitarbeiter des ITA hauptsächlich im Bereich Informationsgesellschaft. Ein weiteres Auslandsjahr 1998/99 als Gastwissenschaftler am Max-Planck-Institut für Gesellschaftsforschung in Köln war seiner Forschung zum Thema Internet und Wissenschaft gewidmet. Seit 2006 ist er Direktor des ITA, zwischen 2011 und 2015 war er auch stellvertretender Vorsitzender der Institutsdirektorenkonferenz der Österreichischen Akademie der Wissenschaften.
Nentwich war unter anderem Initiator und Gründungsherausgeber der ersten Open-Access-Zeitschrift im Bereich der europäischen Integrationsforschung (European Integration online Papers (EIoP)), Initiator eines Open-Access-Archivs für Europaforschung (European Research Papers Archive (ERPA)) sowie der ersten Living-Reviews in den Sozialwissenschaften nach dem Vorbild der Living Reviews in Relativity der Max-Planck-Gesellschaft (Living Reviews in European Governance (LREG)).

## Veröffentlichungen (Auszug)
Michael Nentwich ist Autor und Herausgeber zahlreicher Bücher und Artikel in wissenschaftlichen Journalen und Sammelbänden. Zu den Auswirkungen des Internets auf die Wissenschaft erschienen von ihm zuletzt die beiden Bände:
- Cyberscience. Research in the Age of the Internet. Wien 2003 ISBN 978-3-7001-3188-5.
- Cyberscience 2.0. Research in the Age of Digital Social Networks (mit René König). Frankfurt/New York 2012 ISBN 978-3-5933-9518-0.